# Sebastiane
Sebastiane aus dem Jahr 1976 ist der erste Film des britischen Regisseurs Derek Jarman. Er behandelt die letzten Jahre im Leben des heiligen Sebastian, der als Märtyrer um 300 n. Chr. zu Tode kam. Die Sprache des Filmes ist ein historisch rekonstruiertes Latein, wobei selbst für erotische Ausdrücke Fachleute befragt wurden, um ein möglichst authentisches Vulgärlatein wiederzugeben.

## Handlung
Der beim Kaiser in Ungnade gefallene Gardist Sebastian, der sich offen zum Christentum bekennt, wird an einen isolierten Außenposten des römischen Reichs verbannt. Dort lebt mit einer Handvoll anderer Soldaten. Die Soldaten werden bei brütender Hitze beim Training, beim Kämpfen, beim Baden und bei Raufereien gezeigt, meist fast nackt. Der Oberst der Garnison verliebt sich in Sebastian, der dessen Liebe jedoch nicht erwidert und mehrmals von ihm gepeinigt wird. Zum Schluss wird er wegen seines Bekenntnisses zum Christentum zum Tode verurteilt und von den anderen mit Pfeilen erschossen.

## Sonstiges
Durch seine Entlarvung der latenten Homosexualität, die sich in Bibelfilmen aus Hollywood wiederfindet, verursachte der Film bei seinem Erscheinen einen Skandal.
Der Filmpreis Sebastiane, der beim Internationalen Filmfestival von San Sebastián seit 2000 für LGBT-Filme vergeben wird, ist nach dem Werk von Derek Jarman benannt.

## Kritiken
Janick Nolting erkennt in seiner aktuellen Kritik zu Sebastiane, deutliche Parallelen zu Claire Denis Film Der Fremdenlegionär (1999), der fast 20 Jahre später entstand: „Beide Filme schwelgen in den immergleichen Abläufen eines sinnlosen militärischen Drills, vollzogen in großer Abgeschiedenheit und mit einer zur Schau gestellten Männlichkeit, die sich in jeder Szene aufs Neue formt und sich von sich selbst vergewissern will. Das ach so gefestigte männliche Image und die damit verbundenen Macho-Gebaren erscheinen derweil immer fragiler. Beide Filme finden in der Hitze, in sonnigen Aufnahmen und den gestählten, entblätterten Männerkörpern immense Sensationen.“